# Wewnętrzna linia zasilająca
Wewnętrzna linia zasilająca (WLZ) – linia elektryczna służąca do przesyłu energii elektrycznej, zlokalizowana pomiędzy przyłączem a urządzeniem pomiarowym. WLZ zwykle są realizowane w postaci linii kablowej, a ich parametry zależą od wielu czynników jak: odległość przyłącza od rozdzielnicy, wielkość zamówionej mocy przesyłowej, wartość zabezpieczenia przedlicznikowego, a także od sposobu prowadzenia tej linii. W praktyce jedną WLZ obsługuje zwykle jeden licznik energii elektrycznej.
Według normy N SEP-E-002:2003 wewnętrzna linia zasilająca jest zespołem elementów instalacji stanowiącym połączenie pomiędzy złączem instalacji elektrycznej a urządzeniem pomiarowym (urządzeniami pomiarowymi). Służy do rozdziału energii elektrycznej na poszczególne instalacje odbiorcze. Jest więc częścią instalacji przewodząca niemierzoną energię elektryczną, a więc płynącą przed pomiarem rozliczeniowym. Złożoność wewnętrznej linii zasilającej, w skład której mogą wchodzić również rozdzielnice główne budynku, warunkowana jest wielkością budynku oraz liczbą mieszkań.
Należy zwrócić uwagę, że w obiektach budowlanych zakładowych rozdzielnice są zasilane obwodami rozdzielczymi prowadzonymi od rozdzielnic głównych. Ponieważ obwody te podlegają takim samym reżimom czasowym automatycznego wyłączenia, jak pierwotnie rozumiana wewnętrzna linia zasilająca, pojęcie to należy rozszerzyć na wszystkie obwody dystrubuujące energię elektryczną począwszy od przyłącza, aż po rozdzielnice.
I tak, o ile w budynkach mieszkalnych złożoność wewnętrznej linii zasilającej sprowadza się wyłącznie do obwodów promieniowych, o tyle w obiektach zakładowych występują także obwody rozdzielcze zasilające rozdzielnice kaskadowo. Przykładowo z rozdzielnicy głównej wyprowadzono obwód zasilający rozdzielnicę oddziałową, następnie z rozdzielnicy oddziałowej wyprowadzono obwód zasilający pomniejszą rozdzielnicę z obwodami odbiorczymi pomieszczeń socjalnych 
Wewnętrzna linia zasilająca w budynku mieszkalnym może być:
- obwodem instalacji elektrycznej od złącza elektroenergetycznego do tablicy licznikowej czyli rozdzielnicy elektrycznej (domy jednorodzinne),
- obwodem instalacji elektrycznej od tablicy licznikowej do piętrowych tablic rozdzielczych,
- linią kablową nn od szafki pomiarowej usytuowanej na granicy posesji obok złącza do rozdzielnicy mieszkaniowej, (domy jednorodzinne).

Pojęcie pojawiło się w literaturze technicznej i przepisach  około lat 60. i w pewnym stopniu zastąpiło wcześniej używany termin pion elektryczny.

## Wykonanie
W budynkach mieszkalnych wielorodzinnych o niewielkiej liczbie mieszkań na ogół jest jedna wlz do zasilania wszystkich mieszkań w danej klatce schodowej. W budynkach wysokich, o dużej liczbie mieszkań, jak również tam, gdzie liczba mieszkań jest niewielka, ale jest znaczny pobór mocy, może być konieczne zastosowanie za złączem rozdzielnicy głównej i większej liczby wewnętrznych linii zasilających w jednej klatce schodowej. W ten sposób można zapewnić odpowiednią jakość dostarczanej energii, zmniejszyć przekroje przewodów, zwiększyć niezawodność zasilania odbiorców oraz obniżyć koszty wykonania instalacji.
W Polsce wewnętrzne linie zasilające pionowe w budynkach mieszkalnych wielorodzinnych wykonuje się w większości z zastosowaniem zunifikowanych kanałów piętrowych na przykład typu ZELP-90 lub innych, będących zasadniczymi elementami konstrukcyjnymi szybów elektroinstalacyjnych.